# Cuphea humifusa
Cuphea humifusa är en fackelblomsväxtart som beskrevs av S.A. Graham. Cuphea humifusa ingår i släktet blossblommor, och familjen fackelblomsväxter. Inga underarter finns listade i Catalogue of Life.